# بث استسلام هيروهيتو
بث استسلام هيروهيتو، المعروف أيضًا باسم بث صوت الجوهرة (باليابانية: 玉音放送، بالروماجي: Gyokuon-hōsō)، كان بثًا إذاعيًا لاستسلام إمبراطور اليابان هيروهيتو، في 15 أغسطس 1945. وأعلن الإمبراطور للشعب الياباني أن الحكومة اليابانية قد قبلت إعلان بوتسدام، الذي طالب بالاستسلام غير المشروط للجيش الياباني في نهاية الحرب العالمية الثانية. وبعد قصف هيروشيما في 6 أغسطس، وإعلان الاتحاد السوفييتي الحرب وقصف ناغازاكي في 9 أغسطس، بُث خطاب الإمبراطور في الظهيرة بتوقيت اليابان في 15 أغسطس 1945، وأشار إلى القنابل الذرية كسبب للاستسلام.
هذا الخطاب هو أول مثال معروف لإمبراطور ياباني يتحدث إلى عامة الناس (وإن كان عبر تسجيل الفونوغراف). أُلقي البث باللغة اليابانية الكلاسيكية الرسمية، مع الكثير من النطق غير المألوف لليابانيين العاديين. ولم يشر الخطاب بشكل مباشر إلى استسلام اليابان، بل ذكر بدلاً من ذلك أن الحكومة تلقت تعليمات بقبول "الإعلان المشترك" (إعلان بوتسدام) للولايات المتحدة والمملكة المتحدة والصين والاتحاد السوفييتي. وقد أثار هذا الأمر حيرة العديد من المستمعين الذين لم يكونوا على دراية بالإعلان حول ما إذا كانت اليابان قد استسلمت بالفعل أم لا. وقد أدى ضعف جودة الصوت في البث الإذاعي واللغة البلاطية الرسمية إلى تفاقم الارتباك.

## التسجيل

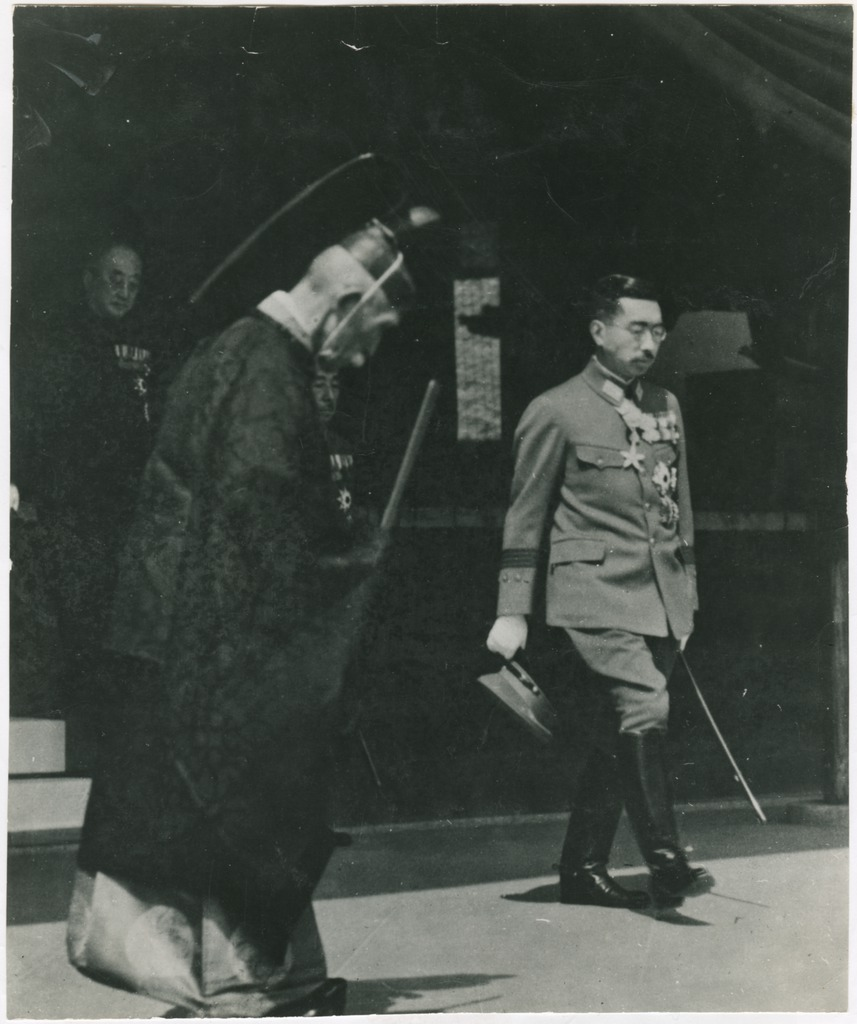
إمبراطور اليابان هيروهيتوعام 1945

لم يتم بث الخطاب مباشرة، بل أُعيد بثه من خلال تسجيل صوتي. في 14 أغسطس 1945، أرسلت هيئة الإذاعة والتلفزيون اليابانية فنيين صوتيين إلى القصر الإمبراطوري لتسجيل البث. أُعدت الميكروفونات في مخبأ مكتبي تحت وزارة البلاط الإمبراطوري، ودخل الإمبراطور هيروهيتو بين الساعة 11:25 مساءا و 11:30  أثناء التسجيل الأول تحدث بصوت منخفض للغاية، وبناءً على نصيحة الفنيين، عرض إعادة تسجيله. في المحاولة الثانية، اعتُبر صوته مرتفعًا جدًا، مع تخطي بعض المقاطع في بعض الأحيان. ومع ذلك، اعتبر الإصدار الثاني هو الإصدار الرسمي، مع استخدام الإصدار الأول كنسخة احتياطية.

## البث

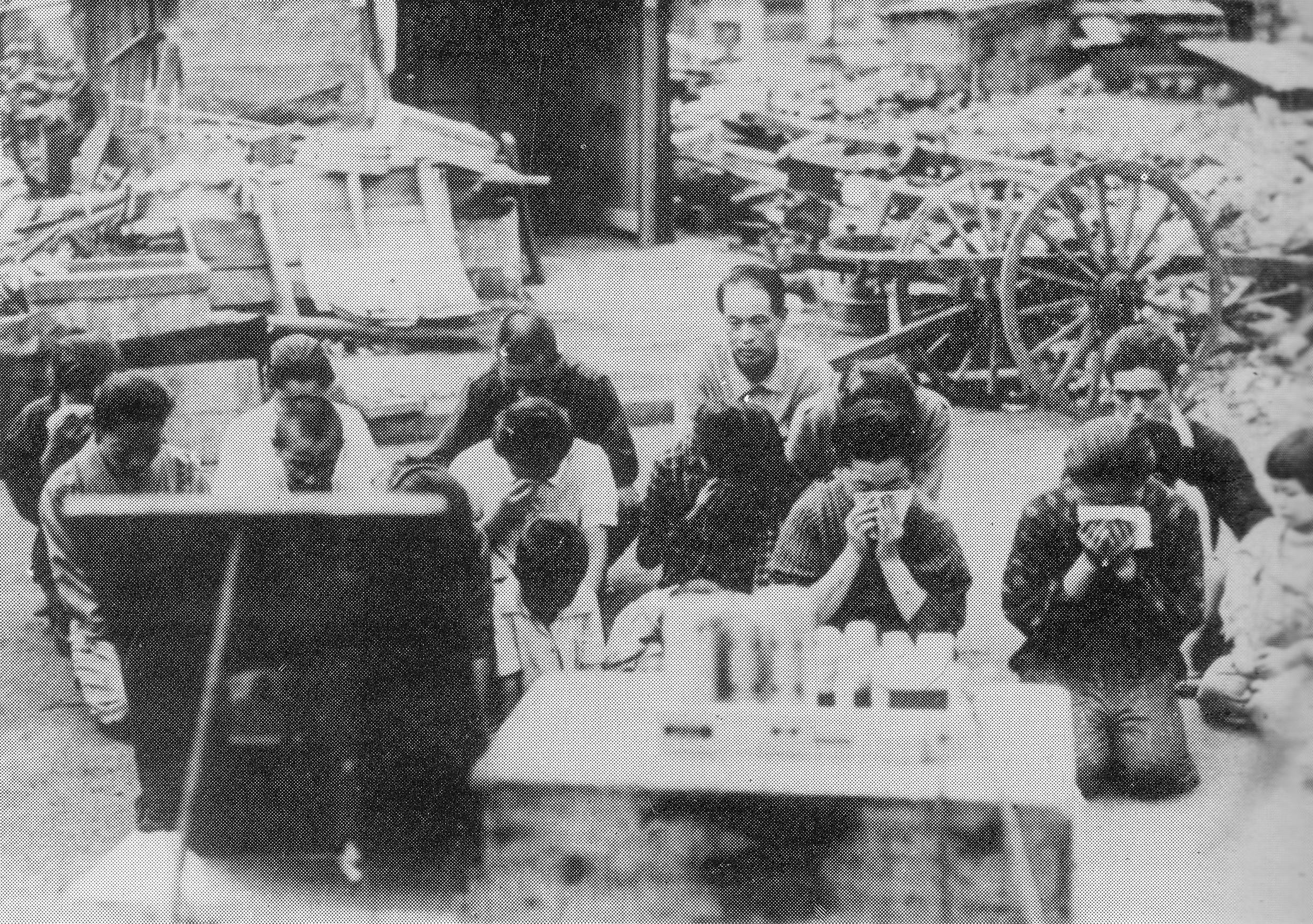
مدنيون يابانيون يستمعون إلى بث الاستسلام

رفض العديد من عناصر الجيش الإمبراطوري الياباني قبول فكرة أن هيروهيتو كان ينوي إنهاء الحرب، معتقدين أن هذا أمر غير مشرف. في مساء يوم 14 أغسطس 1945، قام ما يقرب من ألف ضابط وجندي من الجيش بمداهمة القصر الإمبراطوري لتدمير التسجيل. كان المتمردون في حيرة من تصميم القصر ولم يتمكنوا من العثور على التسجيلات التي كانت مخبأة في كومة من الوثائق. هُربت التسجيلات بنجاح خارج القصر، حيث وضعت النسخة الأصلية في صندوق مطلي بالورنيش والنسخة في كيس غداء. حاول الرائد كينجي هاتاناكا إيقاف البث في محطة هيئة الإذاعة اليابانية، لكن أمره جيش المنطقة الشرقية بالكف عن ذلك.
في صباح يوم 15 أغسطس 1945، أعلنت جميع محطات هيئة الإذاعة والتلفزيون اليابانية أن الإمبراطور سوف يلقي كلمة إلى الأمة عند الظهر. ارتدى العديد من الأشخاص ملابس رسمية لهذه المناسبة. في تمام الساعة الثانية عشرة ظهر ذلك اليوم، أصدر مذيع هيئة الإذاعة والتلفزيون اليابانية تعليماته للأمة بالوقوف لإعلان "في غاية الأهمية". ثم عُزف النشيد الوطني، ثم ألقى الإمبراطور خطابه. :160ويقال إن هذه كانت المرة الأولى التي يسمع فيها عامة اليابانيين صوت أي إمبراطور ياباني وأول خطاب إذاعي للإمبراطور.
ولتخفيف الارتباك المتوقع، أوضح مذيع الراديو بعد انتهاء الخطاب أن رسالة الإمبراطور كانت تعني أن اليابان تستسلم. وفقًا للصحفي الفرنسي روبرت جيلان، الذي كان يعيش آنذاك في طوكيو، فإنه بعد انتهاء الإعلان، تراجع معظم اليابانيين إلى منازلهم أو أماكن عملهم لعدة ساعات لاستيعاب وتأمل أهمية الإعلان بهدوء.  أُصدرت نسخة رقمية معاد صياغتها من البث في يونيو 2015.

## المحتوى
رغم أن كلمة "استسلام" لم تُذكر صراحةً، أصدر الإمبراطور شووا تعليماته لرئيس الوزراء كانتارو سوزوكي وإدارته بإبلاغ الحلفاء بأن "الإمبراطورية تقبل أحكام إعلانهم المشترك"، وهو ما يعادل قبول إعلان بوتسدام. وبرر قرار اليابان بالذهاب إلى الحرب باعتباره عملاً من أعمال "الحفاظ على الذات واستقرار شرق آسيا"، وأشار إلى النكسات والهزائم في السنوات الأخيرة، قائلاً: "إن وضع الحرب لم يتطور بالضرورة لصالح اليابان". وأشار إلى القصف النووي الذي وقع في هيروشيما وناجازاكي قبل أيام، ووصف القنبلة الذرية بأنها "قنبلة جديدة وأكثر قسوة". واختتم الإمبراطور كلمته بدعوة الشعب الياباني إلى "التفاني في بناء المستقبل".
تُرجم البث إلى اللغة الإنجليزية وبُث دوليًا بواسطة مقدم الراديو تادايشي هيراكاوا في نفس الوقت. وفي الولايات المتحدة، قامت هيئة الاتصالات الفيدرالية بتسجيل البث، وظهر نصه بالكامل في صحيفة نيويورك تايمز.

## النص الكامل

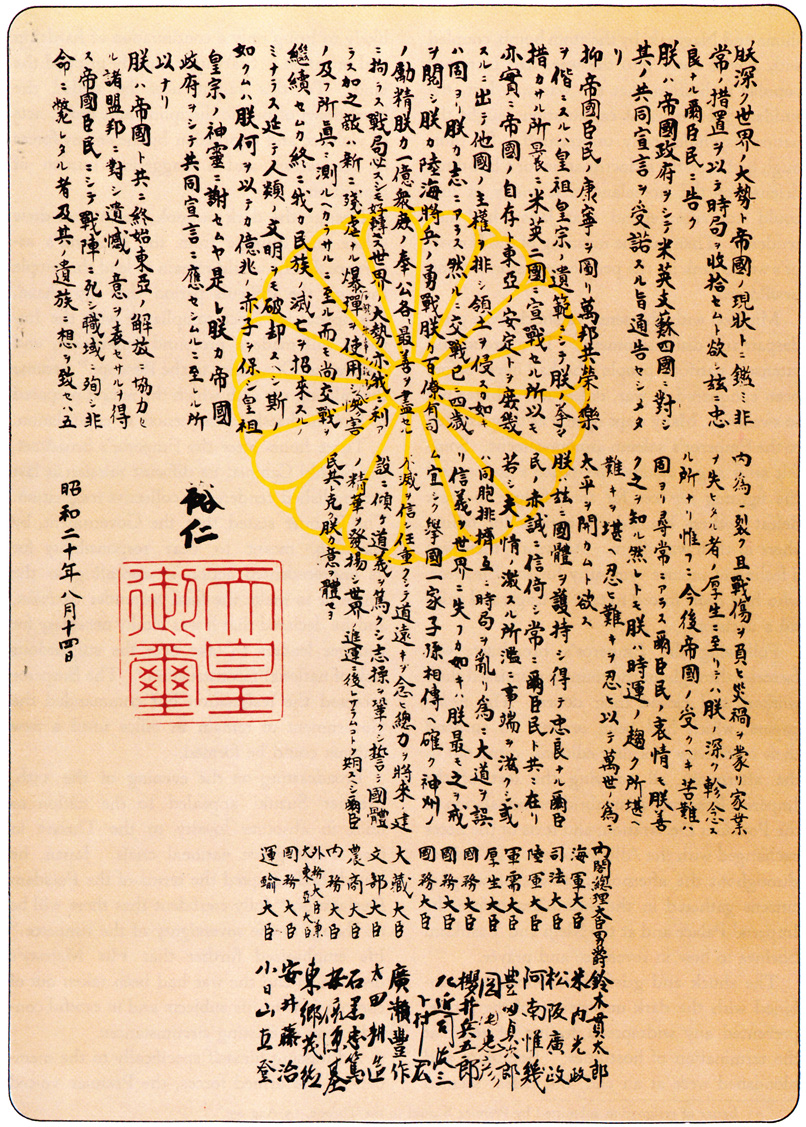
طباعة صفحة واحدة من المحضر، مرة أخرى مع الختم الخاص

بعد التفكير العميق في الاتجاهات العامة للعالم والظروف الفعلية التي تعيشها إمبراطوريتنا اليوم، قررنا التوصل إلى تسوية للوضع الحالي من خلال اللجوء إلى تدبير استثنائي.
لقد أمرنا حكومتنا بإبلاغ حكومات الولايات المتحدة وبريطانيا العظمى والصين والاتحاد السوفييتي بأن إمبراطوريتنا تقبل أحكام إعلانهم المشترك.
إن السعي إلى تحقيق الرخاء المشترك والسعادة لجميع الأمم فضلاً عن أمن ورفاهية رعايانا هو الالتزام المقدس الذي ورثناه من أسلافنا الإمبراطوريين والذي يقع في صلب قلوبنا.
لقد أعلنا الحرب على أمريكا وبريطانيا من رغبتنا الصادقة في ضمان الحفاظ على الذات لليابان واستقرار شرق آسيا، حيث كان من غير المعقول أن ننتهك سيادة الدول الأخرى أو أن نشرع في التوسع الإقليمي.
ولكن الآن، دامت الحرب قرابة أربع سنوات. ورغم أفضل ما قام به الجميع ـ القتال الشجاع الذي خاضته القوات العسكرية اليابانية الإمبراطورية والبحرية اليابانية الإمبراطورية، والاجتهاد والمثابرة من جانب موظفي الدولة، والخدمة المخلصة التي قدمها مائة مليون من شعبنا ـ فإن تطورات وضع الحرب لم تكن بالضرورة لصالح اليابان، في حين تحولت الاتجاهات العامة في العالم كلها ضد مصالحها.
وعلاوة على ذلك، بدأ العدو في استخدام قنبلة جديدة وأكثر وحشية، والتي لا يمكن حساب قوتها على الإطلاق، والتي ستؤدي إلى إزهاق أرواح العديد من الأبرياء. وإذا استمررنا في القتال، فلن يؤدي ذلك إلى انهيار الأمة اليابانية ومحوها فحسب، بل سيؤدي أيضًا إلى الانقراض الكامل للحضارة الإنسانية.
وبما أن الأمر كذلك، فكيف لنا أن ننقذ الملايين من رعايانا، أو أن نكفر عن خطايانا أمام الأرواح المقدسة لأسلافنا الإمبراطوريين؟ هذا هو السبب الذي جعلنا نأمر بقبول أحكام الإعلان المشترك للقوى.
لا يسعنا إلا أن نعرب عن أعمق مشاعر الأسف لدولنا الحليفة في شرق آسيا، التي تعاونت باستمرار مع الإمبراطورية من أجل تحرير شرق آسيا.
إن التفكير في أولئك الضباط والجنود، فضلاً عن الآخرين الذين سقطوا في ساحات المعارك، والذين ماتوا أثناء تأدية واجبهم، أو أولئك الذين لقوا حتفهم في وقت غير مناسب، وكل أسرهم المفجوعة، يؤلم قلوبنا ليلاً ونهارًا.
إن رعاية الجرحى وضحايا الحرب، وأولئك الذين فقدوا منازلهم وسبل عيشهم، هي موضوع اهتمامنا العميق.
إن المصاعب والمعاناة التي ستتعرض لها أمتنا في المستقبل ستكون كبيرة بالتأكيد. ونحن ندرك تمام الإدراك المشاعر العميقة التي تنتابكم جميعًا، رعايانا. ومع ذلك، وفقًا لإملاءات الزمن والمصير، فقد قررنا تمهيد الطريق لسلام عظيم لجميع الأجيال القادمة من خلال تحمل ما لا يطاق ومعاناة ما لا يطاق.
بعد أن تمكنا من حماية الهوية الوطنية والحفاظ عليها، فإننا دائمًا معكم، رعايانا الطيبين المخلصين، معتمدين على صدقكم ونزاهتكم.
احذروا بشدة من أي انفعالات عاطفية قد تؤدي إلى تعقيدات لا داعي لها، أو أي نزاع أو صراع أخوي قد يخلق ارتباكًا ويقودكم إلى الضلال ويتسبب في فقدان ثقة العالم.
لتستمر الأمة بأكملها كعائلة واحدة من جيل إلى جيل، ثابتة على إيمانها بخلود أرضها المقدسة، واعية بعبء المسؤولية الثقيل الذي تتحمله، والطريق الطويل الذي ينتظرها.
وحدوا قواكم الكاملة، وكرسوا أنفسكم لبناء المستقبل. واعملوا على تنمية سبل الاستقامة، وعززوا نبل الروح، واعملوا بعزم وتصميم - حتى تتمكنوا من تعزيز المجد الفطري للدولة الإمبراطورية ومواكبة تقدم العالم.

## انظر ايضا
- أراشتوجامي – كلمة يابانية تعني كامي أو إله.
- Humanity Declaration
- حادثة كيوجو

## روابط خارجية
- تسجيل صوتي للكلام كاملاً باللغة اليابانية
- صورة تحتوي على النص الإنجليزي لإعلان الإمبراطور
- " إعلان يحدد شروط استسلام اليابان الصادر في بوتسدام في 26 يوليو 1945 "، ولادة دستور اليابان، مكتبة البرلمان الوطني
- " خطاب الإمبراطور: قبل 67 عامًا، غيّر هيروهيتو اليابان إلى الأبد "، مجلة أتلانتيك، 15 أغسطس/آب 2012، بقلم ماكس فيشر